# Gujagonahalli, Pandavapura
Gujagonahalli là một làng thuộc tehsil Pandavapura, huyện Mandya, bang Karnataka, Ấn Độ.